# すかや
すかやは群馬県高崎市を中心に店舗展開したそば店。1830年（天保元年）創業。すかや本店は2024年（令和6年）1月31日で閉店となったが、のれん分けした各店が営業を続けている。

## すかや本店
1830年（天保元年）に須賀兵吉によって創業された。その後も須賀家の当主や親族によって代々引き継がれた。1953年（昭和53年）に五代目当主となった山賀一郎も須賀家の親族で、この年に株式会社化された。東京都文京区に直営店を出店していたほか、高崎駅のプラットホームに出店していたこともある。
本店は高崎市寄合町の中央銀座通りに店舗を構え、最盛期には40人もの従業員がいたが、買い物客の減少により1991年にスズラン高崎店内に本店を移した。
その後、スズラン高崎店の新築移転が決定したが、新店舗では十分なスペースの確保が難しく後継者もいないことから、2024年1月末のスズラン高崎店の移転に伴う閉店時にすかや本店は閉店した。

## のれん分け
すかや本店では10年修業を積むと「のれん分け」して独立し、独立後は材料の仕入れ、食味、経理等もすべて独立し、すかや本店は一切のロイヤルティーやマージンを受け取らない方針をとっていた。すかや本店からのれん分けして独立した店舗は支店、支店からのれん分けして独立した店舗は分店と称され、これらの店舗で「すかやのれん会」が結成された。
2024年1月現在、のれん分けした店舗は群馬県内に8店あり営業を続けている。